# Sylvain Chomet
Sylvain Chomet (Maisons-Laffitte, 10 novembre 1963) è un fumettista, animatore e regista francese.

## Biografia
Nato nel 1963 nel comune di Maisons-Laffitte, situato nel dipartimento degli Yvelines, vicino a Parigi, pubblica il suo primo fumetto, Secrets of the Dragonfly, all'età di 23 anni, nel 1986. Nel 1988 si trasferisce a Londra e incomincia a lavorare come animatore per la Richard Purdum studio. Nel 1992 scrive il testo per il fumetto fantascientifico The Bridge In Mud. Nel 1993 si trasferisce in Canada e tra il 1995 e il 1996 conclude la realizzazione del cortometraggio animato La vieille dame et les pigeons, la cui lavorazione aveva iniziato nel 1991. Il cortometraggio, prodotto dalla BBC, esce nel 1998 ed ottiene numerosi riconoscimenti internazionali, tra cui la candidatura al Premio Oscar per il miglior cortometraggio animato (battuto da Il gioco di Geri della Pixar).
Nel 2003 realizza il suo primo lungometraggio, Appuntamento a Belleville (Les triplettes de Belleville), che ottiene un grande successo di pubblico e critica sia in patria (candidato ai Premi César 2004 come miglior film e miglior opera prima, vince il premio per la miglior musica; vincitore del Premio Lumière per il miglior film) che all'estero (due nomination ai Premi Oscar 2004 per il miglior film animato e la miglior canzone; candidato come miglior film straniero ai BAFTA, ai British Independent Film Awards e agli Independent Spirit Awards). A distanza di sette anni, nel 2010, esce la sua opera seconda, L'illusionista. Nel 2013 esce il suo primo lungometraggio in live action, Attila Marcel, presentato al Toronto International Film Festival. A maggio 2016 su IMDB, è riportato che il suo nuovo film sarà The Thousand Miles, un film live e di animazione prodotto da Demian Gregory, per come lo stesso Chomet ha dichiarato: "La mia visione creativa è stata costantemente alimentata da due straordinari registi: Jacques Tati e Federico Fellini. Con L'Illusionista, ho avuto l'opportunità di esplorare il mio amore per l'opera di Tati. Ora con The Thousand Miles, posso fare lo stesso con il magico mondo di Fellini".
Come sceneggiatore di fumetti ha vinto l'Alph-art per il miglior fumetto francese al Festival d'Angoulême del 1996 con l'albo Laid, pauvre et malade della serie Léon la came.

## Filmografia

### Lungometraggi
- Appuntamento a Belleville (Les triplettes de Belleville) (2003)
- Paris, je t'aime (2006) - episodio Tour Eiffel
- L'illusionista (L'illusionniste) (2010)
- Attila Marcel (2013)
- Joker: Folie à Deux, regia di Todd Philips (2024) - regia sequenza animata

### Cortometraggi
- Le champion (1992)
- La vieille dame et les pigeons (1998)
- Merci Monsieur Imada (2016)

### Televisione
- I Simpsons (2014) - regia sequenza iniziale, episodio I tre giorni del falco (Diggs)

### Videoclip
- TSF: Ça va, ça va (1990)
- Stromae: Carmen (2015)